# Stazione di Kurobe-Unazukionsen
La stazione di Kurobe-Unazukionsen (黒部宇奈月温泉駅?, Kurobe-Unazukionsen-eki) è una stazione ferroviaria della città di Kurobe della prefettura di Toyama della regione dell'Hokuriku, in Giappone. La stazione permetterà ai treni della Hokuriku Shinkansen di servire la città di Kurobe dal 2015. Contestualmente  è stato realizzata, in un fabbricato viaggiatori separato, ma collegato, una fermata per la linea Toyama Chihō principale, chiamata  stazione di Shin-Kurobe (新黒部駅?, Shin-Kurobe-eki).

## Linee e servizi
West Japan Railway Company (JR West)
 Hokuriku Shinkansen
Ferrovie Toyama Chihō
■ Linea Toyama Chihō principale (stazione di Shin-Kurobe)

## Stazioni adiacenti
| «                                                       | Servizio            | »                   |
| Hokuriku Shinkansen                                     | Hokuriku Shinkansen | Hokuriku Shinkansen |
| ------------------------------------------------------- | ------------------- | ------------------- |
| Itoigawa                                                | -                   | Shin-Takaoka        |
| Linea Toyama Chihō principale (stazione di Shin-Kurobe) |                     |                     |
| Nagaya                                                  | -                   | Shitayama           |